# Aiwel
Aiwel è un eroe di cui si raccontano le gesta nella mitologia dei dinka del Sudan.

## Nel mito
Nato da una donna e da uno spirito acquatico decise, in seguito alla morte della madre di raggiungere il padre trasformandosi in un bue. Prese il nome di Longar e con tali sembianze guidò e salvò i dinka da una carestia portandoli dall'altra parte del fiume.